# Extreemlinks
Extreemlinks, uiterst links en ultralinks zijn verzamelnamen voor politieke overtuigingen en praktijken aan de uiterste linkerzijde van het politiek spectrum.
Het extreemlinkse veld is divers, zowel ideologisch, strategisch als praktisch. Oorspronkelijk streven extreemlinkse krachten ideologisch een socialistische of communistische economie en regeringsvorm na en verzetten zich tegen kapitalisme of willen het kapitalisme op extreme wijze hervormen Daarnaast kenmerkt extreemlinks zich vaak door extreme activisme, dat zowel antifascisme, milieuactivisme, dierenrechtenactivisme als burgerrechten-activisme, zoals anti-racisme en asiel- en vreemdelingenbeleid, kan omvatten.

## Binnen het politieke spectrum
In een lineair model zijn extreemlinks en extreemrechts elkaars tegenpolen. Sommige politicologen zien het politiek spectrum daarentegen als een hoefijzer, waarbij extreemrechts en extreemlinks dichter bij elkaar geplaatst worden dan hun gematigde varianten. Raakvlakken bestaan voornamelijk uit de vermeende sterke rol die beide stromingen zouden toekennen aan de overheid en de daaruit voortvloeiende afkeer van het kapitalisme. Deze subjectieve politieke analyse gaat echter uit van een gelegitimeerd politiek middenveld en niet-legitieme flanken. Daarbij is het ook erg onduidelijk welke criteria in dit model leidinggevend zijn voor de onderverdeling.
Ideologieën die in het hoefijzermodel naast elkaar worden geplaatst, staan namelijk in sommige elementaire opzichten recht tegenover elkaar. Sommige linkse ideologieën, zoals het libertair communisme, het anarchisme en het syndicalisme, streven echter naar een samenleving zonder staat of met een minimale overheid. Terwijl bijvoorbeeld autoritaire communistische stromingen een sterke overheid en nationalisering van de economie bepleiten. Bovendien is het zo dat extreemrechtse en extreemlinkse ideologieën sterk van mening verschillen over de inclusiviteit van hun maatschappelijke model. Hierom wordt vaak ook gebruik gemaakt van een model waarbij er naast de linkse en rechtse waarden een extra as wordt toegevoegd voor dit autoritaire en antiautoritaire gedachtegoed.

## Geschiedenis
Vanaf het begin van de linkse beweging heersten er verschillende opvattingen over de maatschappij-opvatting en de strategie.
Tussen de jaren 1920 en '30 zag Europa een groei in links- en rechtsextremisme. Zo richtte Adolf Hitler in 1921 de Sturmabteilung op (ook wel SA of Bruinhemden), een knokploeg om partijvergaderingen van de rechtsextremistische Nationaalsocialistische Duitse Arbeiderspartij (NSDAP) te beschermen tegen politieke tegenstanders. Tijdens diezelfde Weimarrepubliek had ook de linkse Kommunistische Partei Deutschlands (KPD) met de Roter Frontkämpferbund een vergelijkbare beschermingsdienst. Die organisatie stond ingeschreven als een partijloze Eingetragener Verein en werd in 1929 door de sociaaldemocraten beschouwd als extreem.

### In Nederland
In de jaren 1970 ontstonden veel kleine extreme linkse groepen, zoals de Kommunistiese Eenheidsbeweging Nederland, Groep Marxisten-Leninisten/Rode Morgen en de Internationale Kommunisten Bond, die door sommigen als radicaal-links werden gezien, vanwege hun extreme maatschappijopvattingen. Deze groepen gebruikten geen extreme, laat staan gewelddadige strategie. Sommige anti-militaristische en dierenrechten organisaties, die zich doorgaans niet uitdrukkelijk met linkse ideologie associeerden, gebruikten later wel voor Nederlandse begrippen extreme methoden, zoals blokkades van wegen of spoorwegen of het vrij laten van landbouwdieren. Op personen gerichte gewelddadige acties waren zeldzaam. Zoals de op 12 november 1991 gepleegde aanslag door de extreme linkse groepering, Revolutionaire Anti-Racistische Actie (RaRa), op het woonhuis van toenmalig staatssecretaris van Justitie Aad Kosto, waar hij zich tijdens de aanslag niet bevond.
Op 29 maart 1986 staken antifascistische actievoerders een hotel in Kedichem in brand, waar een bijeenkomst werd gehouden van de Centrumpartij. Het latere Tweede Kamerlid Wil Schuurman raakte bij deze aanslag zwaargewond.
Een voor Nederland zeer schokkende gebeurtenis was de dodelijke aanslag op 6 mei 2002 op de Nederlandse politicus, socioloog en auteur Pim Fortuyn door Volkert van der Graaf. Van der Graaf staat bekend als een radicale milieuactivist en was verbonden aan de kleine milieubeschermingsorganisatie Vereniging Milieu-Offensief, die deze aanslag niet als de hare zag.

## Organisaties

### België
- Partij van de Arbeid/Parti du Travail (PVDA-PTB), een unitaire marxistische politieke partij met 25.000 leden, sinds 2014 parlementair vertegenwoordigd
- Communistische Partij van België (CPB), opvolger van de KPB, uitsluitend actief in Franstalig België
- Arbeidersstrijd/Lutte Ouvrière, een trotskistische organisatie, voornamelijk actief in Franstalig België
- Stroming voor een Antikapitalistisch Project/La Gauche Anticapitaliste (SAP/GA), een trotskistische organisatie actief in beide landsdelen
- Linkse Socialistische Partij/Parti Socialiste de Lutte (LSP/PSL), een trotskistische organisatie actief in beide landsdelen

### Nederland
- Nieuwe Communistische Partij-NCPN
- Internationale Socialisten (IS)
- Groep Marxisten-Leninisten/Rode Morgen (GML/Rode Morgen)
- Socialistisch Alternatief
- Socialistische Alternatieve Politiek (SAP)
- Vrije Bond
- Verenigde Communistische Partij (VCP)
- GroenFront!

## Fotogalerij

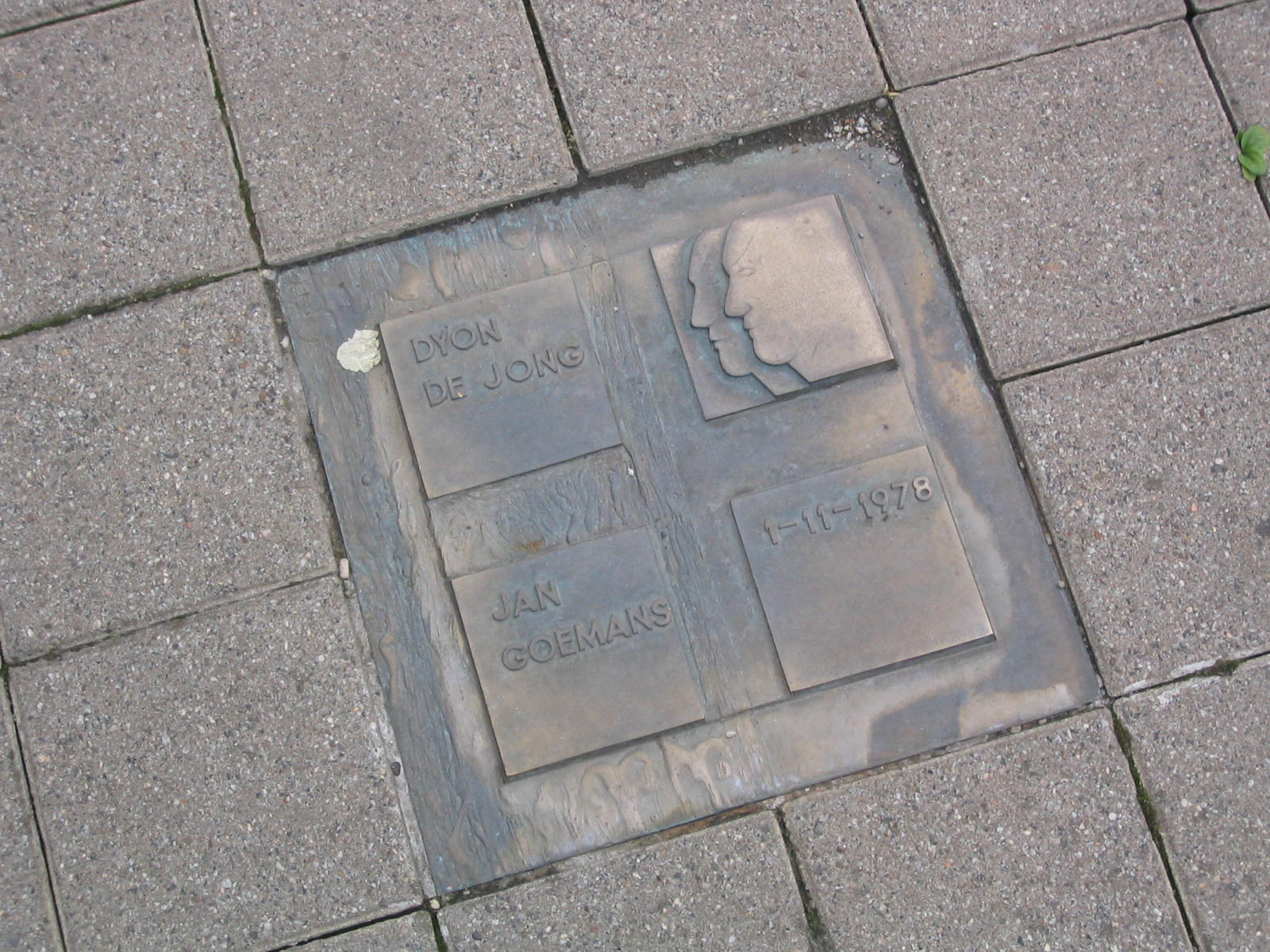
Gedenksteen in Kerkrade ter nagedachtenis van het doodschieten van twee douaniers door leden van de RAF (1978)
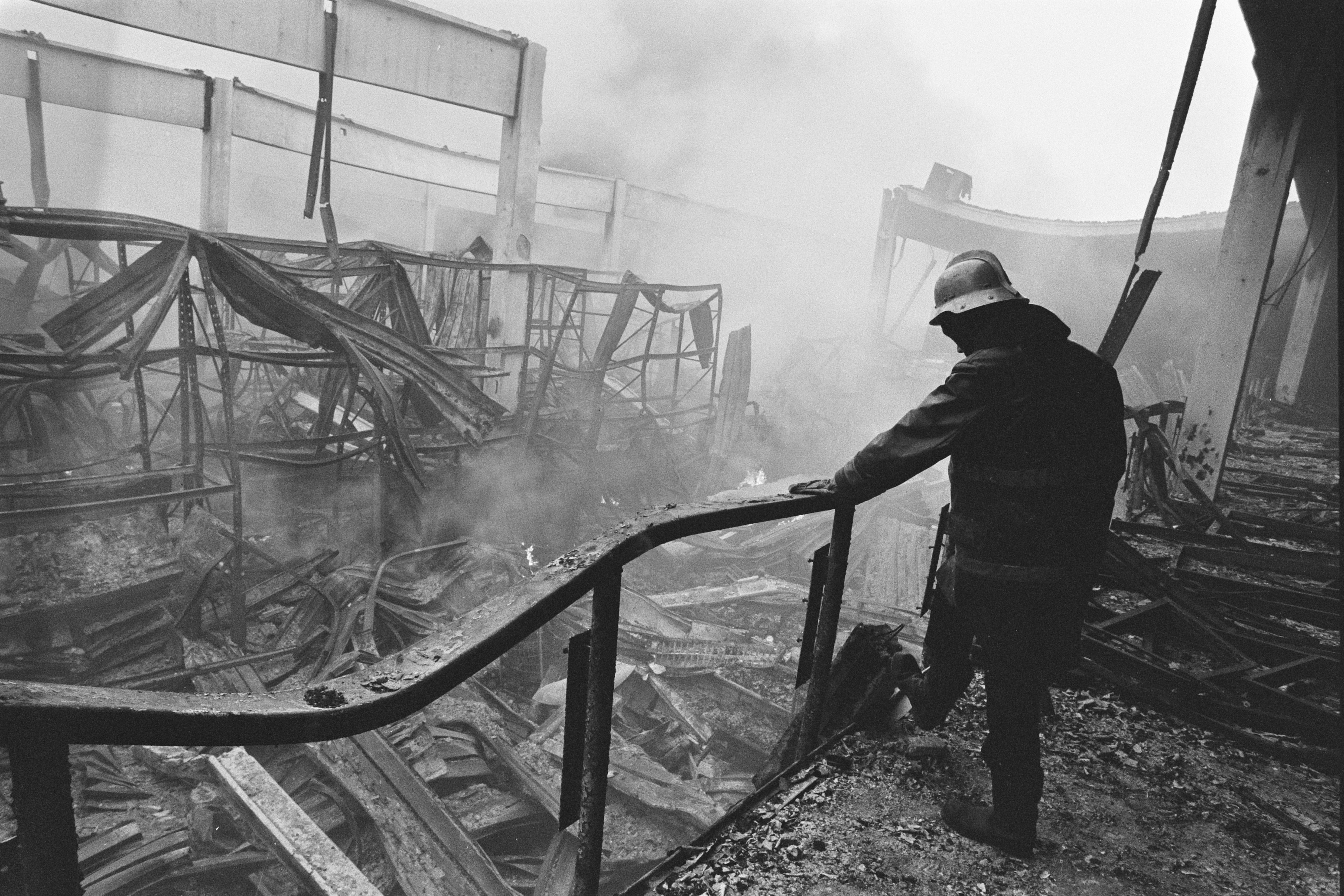
Brand in de vestiging Makro in Nuth in Limburg veroorzaakt door RaRa (1987)
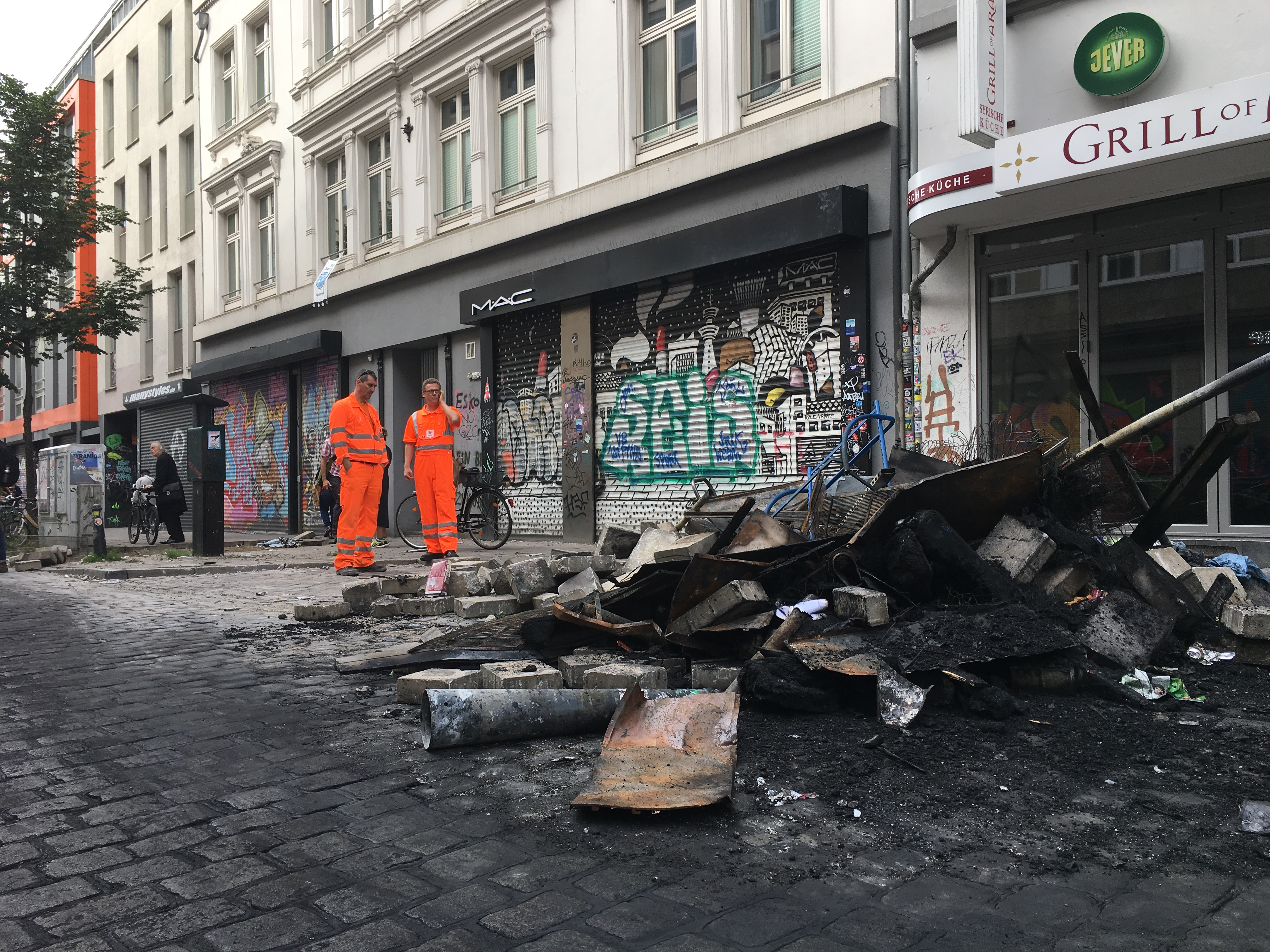
Verbrande barricaden na G20-top Hamburg (2017), veroorzaakt door extreemlinkse geweldplegers

extreemlinks · radicaal-links · links · centrum · rechts · radicaal-rechts · extreemrechts 

confessionalisme · christendemocratie · conservatisme · neoconservatisme · paleoconservatisme · islamisme

liberalisme · klassiek liberalisme · economisch liberalisme · conservatief-liberalisme · progressief liberalisme · neoliberalisme · libertarisme · groenliberalisme · geoïsme

anarchisme · syndicalisme · feminisme · ecologisme · ecofascisme · agrarisme · progressivisme 

marxisme · communisme · trotskisme · leninisme · stalinisme · maoïsme · socialisme · sociaaldemocratie · communitarisme

populisme · fortuynisme · solidarisme · nationalisme · linksnationalisme · fascisme · nationaalsocialisme